# Ričica (vattendrag i Kroatien)
Ričica är ett vattendrag i Kroatien. Det ligger i den södra delen av landet, 170 km söder om huvudstaden Zagreb.